# Pietro Antonio Coppola
Pour les articles homonymes, voir Coppola.
Pietro Antonio Coppola, né le 11 décembre 1793 à Enna (anciennement Castrogiovanni) et mort le 13 décembre 1877 à Catane, est un compositeur italien du XIXe siècle, surtout renommé pour ses opéras, principalement La Pazza per amore, créé à Rome en février 1835.

## Biographie
Il a étudié la musique d'abord avec son père Giuseppe, maître de chapelle. La famille s'est installée à Catane vers 1802. À partir de 1813, Pietro Antonio a commencé à composer de la musique sacrée, des cantates et des pièces orchestrales. Pour acquérir une meilleure formation, vers 1815, il est allé à Naples où il a été probablement l'élève de N. Zingarelli au Conservatoire San Pietro a Majella. Il ne fait aucun doute qu'il a terminé en grande partie seul son éducation musicale en étudiant les plus importants traités théoriques français et allemands. En 1825, il monte Il Figlio del bandito au Teatro Comunale de Catane. En 1828, toujours au Teatro Comunale de Catane, il fait représenter son nouvel opéra Achille in Sciro qui a été repris les deux années suivantes. En 1832, il quitte Catane pour Naples où il fait représenter au Teatro del Fondo puis au S. Carlo son Achille in Sciro. Il devient chef suppléant au Teatro San Carlo de Naples. En 1834-1835, il va à Rome où  il met en scène au Teatro Valle la Nina pazza per amore sur le même sujet que la pièce écrite par Paisiello. L'opéra a été rejoué sept soirs de suite et a remporté un énorme succès. La même année, il a été donné dans seize théâtres différents et par la suite est resté dans le répertoire pendant des décennies. C'est avec cet opéra que Coppola va gagner une renommée internationale ; en effet, l'œuvre sera donnée avec un succès toujours renouvelé dans les grandes salles d'opéra en Europe et en Amérique, même au Mexique et à La Havane. En 1839, remaniée et adaptée au goût du public français, elle a été donnée à Paris avec le titre de « Eva » et le 6 mai 1854, toujours à Paris, au Théâtre Italien. L'opéra Gli Illinesi a été mis en scène le 20 septembre 1835 au Gran Teatro Regio de Turin.
En 1836, il se fixe à Vienne, appelé par l'impresario Morelli. Il met en scène la Nina pazza per amore et compose la Festa della Rosa et Enrichetta di Baienfeld. Il a alors refusé les titres honorifiques qui lui étaient offerts par l'empereur Ferdinand Ier, attitude qu'il a adoptée dans d'autres occasions similaires. Tous les théâtres d'Italie le réclamaient et en 1837, l'impresario Morelli l'engage au Théâtre La Cannobiana de Milan, où, le 14 juin, Coppola met en scène la Bella Celeste (ou Bella Celeste degli Spadari). En 1838, le même imprésario Morelli l'a engagé au Théâtre de La Scala à Milan, où Coppola met en scène le 6 novembre il Postiglione (ou Postiglione di Longjumeau). Ces deux derniers ouvrages, sous la direction de Coppola, ont été donnés à Turin, Venise, Plaisance, Gênes, Mantoue, Bergame, Côme, Malte et dans de nombreuses autres villes.
De 1839 à 1843, puis de 1850 à 1871, il dirige le Théâtre national de San Carlos de Lisbonne. Il fait représenter gli Illinesi, la Bella Celeste et la Pazza per amore. Il écrit Giovanna Prima regina di Napoli qui est donné au San Carlos le 11 octobre 1840. En 1842, il met en scène Ines de Castro.
Laissant Lisbonne, en 1843, il retourna en Italie et à Rome en 1844, il donne il Folletto, opera buffa. En 1846, il est allé à Palerme mettre en scène au R. Teatro Carolino, pendant le carême de cette année, l’Orfana Guelfa, drame tragique. Dans ce même théâtre, pendant le carême de 1847, il met en scène il Fingal, opéra à grand spectacle. L'année 1848, il a de nouveau été embauché, mais le contrat a été suspendu en raison de la révolution.
L'année 1850, il a été rappelé à Lisbonne et dans cette ville il passera les années de maturité, jusqu'en 1871. En 1851, il a monté au San Carlos l’Orfana Guelfa et il Fingal et il reprend la Nina, la Bella Celeste et la Giovanna Prima. En juillet 1853, il refuse l'invitation du prince de Satriano à s'installer à Palerme pour diriger le Conservatoire (après la mort de Pietro Raimondi). Ce refus est sans doute attribuable à sa forte aversion envers le régime restauré des Bourbons. Pendant les années où il est resté à Lisbonne, il a composé pour le « théâtre particulier » du comte Farrobo trois grandes œuvres en portugais et en français, en plus de nombreux vaudeville en portugais et en français, qui restent tous dans les archives privées du comte. À Lisbonne, il a également épousé une veuve avec qui il a eu deux enfants.
De retour en Italie, il est maître de chapelle de 1871 à 1873.  En octobre 1872, il a composé une « Messa solenne » et un « Te Deum » pour être chantés le matin du 5 février 1873, à la cathédrale, lors de la fête de Sainte-Agathe, morceaux qu'il a dédiés à la mairie de Catane. Cette « messe » a ensuite été jouée en février 1874. En outre, dans ces années, Coppola a modifié quelques morceaux de Bella Celeste et de Fingal. En 1876 (le 24 septembre), lors de l'arrivée des cendres de Vincenzo Bellini à Catane, on a chanté sa Gran Messa da Requiem, qui lui a valu le titre d'académicien correspondant de l'Académie du R. Institut de Musique à Florence alors qu'il était déjà le 43e membre honoraire de l'Académie nationale Sainte-Cécile à Rome. Quelques jours avant sa mort, il a envoyé à la municipalité de Catane la Gran Messa da Requiem, le Voto sciolto, le Coro delle 200 ragazze et un Dialogo per la festa di S. Agata, écrits de sa propre main et accompagnés d'une lettre dans laquelle il recommandait sa famille, qui était dans une condition économique précaire.

## Œuvres
- Oratorio Matatia vincitore 1866,
- Requiem,
- Hymne Voto sciolto 1876,

### Opéras
- 15 opéras[1].
- Il figlio del bandito - 1816
- Achille in Sciro - 1825
- Artale d'Aragona - 1834
- Nina pazza per amore - 1835 (le manuscrit autographe est conservé à la bibliothèque de Santa Cecilia)[2]
- Gl'Illinesi - 1836
- La Festa della Rosa - 1836
- Enrichetla di Baienfeld - 1836
- La Bella Celeste degli Spadari - 1837
- Il Postiglione di Longjumeau - 1838
- Giovanna I di Napoli - 1840
- Ines de Castro - 1842
- Folletto - 1844
- L'Orfana guelfa - 1846
- Fingal - 1847